# Bronquitis aguda
La bronquitis aguda es una inflamación de los bronquios grandes (vías aéreas de tamaño mediano) en los pulmones que por lo general es causada por virus o bacterias y que puede durar varios días o semanas. Los síntomas característicos son tos, producción de esputo (flema), falta de aire y silbido al respirar como consecuencia de la obstrucción de las vías aéreas inflamadas. El diagnóstico se realiza mediante un examen clínico y, a veces, análisis microbiológico de la flema. El tratamiento de la bronquitis aguda suele ser sintomático. Dado que en la mayoría de los casos suele estar causada por virus, no suelen utilizarse antibióticos a menos que los análisis microscópicos de esputo mediante tinción de Gram confirmen la presencia de una infección bacteriana.

## Etiología
La bronquitis aguda puede ser causada por patógenos contagiosos. En casi la mitad de los casos de bronquitis aguda se identifica un patógeno bacteriano o vírico. Entre los virus típicos se encuentran el virus sincitial respiratorio, el rhinovirus, o el virus de la influenza, entre otros.
- Daño causado por irritación de las vías aéreas produce inflamación, lo que a su vez hace que los neutrófilos se infiltren y aumenten su presencia en el tejido pulmonar.
- Los neutrófilos producen sustancias que aumentan la secreción en la mucosa de las vías aéreas.
- Una obstrucción adicional de las vías aéreas es causada por células goblet adicionales en las vías aéreas menores. Esto es típico de la bronquitis crónica.
- Aunque la infección no es la causante directa de la bronquitis crónica, sí es un factor importante en la cronificación de la bronquitis.

CAUSAS
Siempre viene de un resfriado o una enfermedad pseudo gripal. Causa una tos en forma frecuente presenta mucosidad, jadeo y presión en el pecho.

## Signos y síntomas
La presencia de bronquitis se puede diagnosticar por la presencia de tos expectorante, dificultades para respirar (disnea) y silbido. Ocasionalmente se puede presentar dolor de pecho, fiebre y cansancio o malestar. Adicionalmente, la bronquitis causada por adenoviridae puede también producir síntomas sistémicos y gastrointestinales. Sin embargo la tos producida por la bronquitis puede continuar por hasta un período de tres semanas o más luego que los síntomas han desaparecido completamente.

## Diagnóstico
A menudo un examen físico indica intensidad reducida de los sonidos respiratorios, silbido, rhonchi y espiración prolongada. La mayoría de los doctores confían en la presencia de tos seca o húmeda persistente como evidencia de bronquitis.
Se pueden realizar varios tipos de análisis en los pacientes que presentan tos y dificultades para respirar:
- una radiografía de tórax que muestra hiperinflación; colapso y consolidación de zonas de los pulmones serían indicativos de un diagnóstico de neumonía; algunas condiciones que predisponen a una bronquitis pueden ser detectadas con una radiografía de tórax;
- una muestra de esputo que presenta granulocitos neutrófilos (glóbulos blancos inflamatorios) y cultivo que muestra la presencia de microorganismos patógenos como, por ejemplo, Streptococcus spp.
- un análisis de sangre puede mostrar inflamación en las vías respiratorias(como lo indicaría un conteo de glóbulos blancos alto y elevados niveles de proteína C reactiva)

## Tratamiento

### Antibióticos
Solo el 5 al 10% de los casos de bronquitis son causados por infecciones bacterianas. La mayoría de los casos de bronquitis son causados por infecciones virales y son del tipo "auto-limitadas" y evolucionan solas en el lapso de unas pocas semanas. La bronquitis aguda no debe ser tratada con antibióticos a menos que un análisis microscópico del esputo muestre la presencia de grandes colonias de bacterias. El tratamiento de enfermedades no bacterianas con antibióticos conduce al desarrollo de bacterias resistentes a los antibióticos, que aumentan los niveles de morbilidad y mortalidad.

### Dejar de fumar
Numerosos especialistas recomiendan que, para ayudar a que la estructura de los bronquios se cure más rápido y para no empeorar la bronquitis, los fumadores deben dejar de fumar definitivamente, para permitir que sus pulmones se recuperen de la capa de alquitrán que los ha recubierto a lo largo del tiempo.

### Antihistamínicos
La utilización de antihistamínico en forma no controlada por un doctor, para tratar una bronquitis puede ser perjudicial para la salud.
Uno de los efectos de los antihistamínicos es aumentar la densidad de las secreciones de moco. La expulsión del moco infectado mediante la tos puede ser beneficiosa para recuperarse de la bronquitis. La expulsión del mucus puede ser afectada en forma negativa si el moco se espesa. Los antihistamínicos pueden ayudar a las bacterias a sobrevivir y multiplicarse en los pulmones al aumentar su tiempo de residencia en un medio cálido y húmedo tal como el del mucus espesado.
El uso de antihistamínicos junto con un jarabe expectorante para la tos puede ser doblemente dañino promoviendo la producción de mucus y aumentando la densidad del que se produce. El uso de un jarabe expectorante para la tos por sí mismo puede ser útil para extraer las bacterias desde los pulmones. El uso de un antihistamínico junto con el jarabe va en contra de la intención de utilizar un expectorante en primer lugar.

## Pronóstico
La bronquitis aguda por lo general dura unos pocos días o semanas. Puede presentarse junto con un resfrío o enfriamiento o después, o puede ocurrir en forma aislada. La bronquitis por lo general comienza con una tos seca, que puede despertar al enfermo por la noche. Luego de unos pocos días evoluciona hacia una tos húmeda o tos productiva, que puede estar acompañada por fiebre, cansancio y dolor de cabeza. La fiebre, cansancio, y el malestar pueden durar solo unos pocos días, pero la tos húmeda puede durar hasta varias semanas.
En caso de que la tos se prolongue por un período superior a un mes, algunos doctores pueden recomendar una consulta al neumólogo (especialista en la tráquea, bronquios y pulmón) para investigar si es que existe alguna otra dolencia además de la bronquitis, que es la que causa la irritación. Es posible que el tener las vías bronquiales irritadas durante unos pocos meses pueda producir condiciones asmáticas en algunos pacientes.
Además, si el enfermo comienza a toser moco con rastros de sangre, se debe realizar una consulta a un doctor. En casos raros, los doctores pueden realizar estudios para determinar si la causa es alguna enfermedad grave como, por ejemplo, una tuberculosis o un cáncer de pulmón.

## Prevención
En 1985, en la Universidad de Newcastle, Australia, el profesor Robert Clancy desarrolló una vacuna oral contra Haemophilus influenzae cuya aplicación ayuda a prevenir las bronquitis agudas recurrentes. Esta vacuna se comercializó cuatro años después.